# Žejbro
Žejbro är ett vattendrag i Tjeckien. Det ligger i den centrala delen av landet, 110 km öster om huvudstaden Prag.